# 馬克森戰役
馬克森戰役發生於1759年11月20日的薩克森馬克森，該地位於今日德國境內。本次戰役是七年戰爭的一場戰役，最後以普魯士的軍隊投降告終。
一支一萬四千人的普魯士兵團在弗里德里希·奧古斯特·馮·芬克(腓特列大帝的將軍之一)的指揮下，嘗試破壞奧地利軍隊在德勒斯登和波希米亞地區的連繫。道恩元帥率領四萬名部隊對該部發動攻擊，並於1759年11月20日擊敗了這支孤立的兵團，最後芬克於隔日(11月20日)決定投降。